# Яреськовский сельский совет (Шишацкий район)
Яреськовский сельский совет (укр. Яреськівська сільська рада) — входит в состав
Шишацкого района
Полтавской области
Украины.
Административный центр сельского совета находится в с. Яреськи.

## Населённые пункты совета
- с. Яреськи
- с. Бухуны
- с. Гончары
- с. Нижние Яреськи
- с. Сосновка
- с. Хвальки